# Ardengost

Ardengost este o comună în departamentul Hautes-Pyrénées din sudul Franței. În 2009 avea o populație de 17 de locuitori.

## Evoluția populației
| An        | 1975 | 1982 | 1990 | 1999 | 2006 | 2009 |
| --------- | ---- | ---- | ---- | ---- | ---- | ---- |
| Populație | 19   | 19   | 11   | 16   | 16   | 17   |